# Czarencawan
Czarencawan – miasto w Armenii, w prowincji Kotajk. Według danych na rok 2022 liczy ok. 20 400 mieszkańców. Ośrodek przemysłowy. Założone w 1948 roku.